# 청주시 흥덕구 을
청주시 흥덕구 을은 대한민국의 옛 국회의원이 선거구이다. 당시 청주시 흥덕구의 일부 지역을 관할하였다.

## 역사
대한민국 제17대 국회의원 선거을 앞두고 청주시 흥덕구 선거구가 갑, 을로 분구되면서 신설되었다. 신설 당시 운천신봉동, 복대1동, 복대2동, 가경동, 봉명1동, 봉명2송정동, 강서1동, 강서2동을 관할하게 되었다. 
2014년, 청주시와 청원군이 통합되면서 통합 청주시가 출범하였다. 이 때 흥덕구는 청주시 흥덕구 을 선거구에 해당하는 지역과 청원군 오송읍, 강내면, 옥산면을 관할로 하게 되었다. 이에 대한민국 제20대 국회의원 선거를 앞두고 청주시 흥덕구 을 선거구는 신설되는 청주시 흥덕구선거구로 편입되었다.

## 역대 국회의원
| 선거   | 정당 | 정당       | 의원   |
| ------ | ---- | ---------- | ------ |
| 2004년 |      | 열린우리당 | 노영민 |
| 2008년 |      | 통합민주당 | 노영민 |
| 2012년 |      | 민주통합당 | 노영민 |

## 역대 선거 결과

### 대한민국 제17대 국회의원 선거
|  | 52.44% |

|  | 35.19% |

|  | 9.99% |

|  | 2.36% |

### 대한민국 제18대 국회의원 선거
|  | 37.46% |

|  | 26.13% |

|  | 15.63% |

|  | 15.01% |

|  | 5.01% |

|  | 0.74% |

### 대한민국 제19대 국회의원 선거
|  | 52.96% |

|  | 42.03% |

|  | 4.99% |